# Дания на «Евровидении-1965»
Дания принимала участие в «Евровидении 1965», проходившем в Неаполе, Италия, 20 марта 1965 года. Страну на конкурсе представила датская певица Биргит Брюль с песней «For din skyld», выступившая под номером 14.

## Национальный отбор
Отбор состоялся в зале «Radiohuset» (Копенгаген) 18 февраля 1965 года. Отбор проводился в стране и не транслировался по телевидению.
| Финал - 18 февраля 1965 г. | Финал - 18 февраля 1965 г. | Финал - 18 февраля 1965 г. | Финал - 18 февраля 1965 г. | Финал - 18 февраля 1965 г. |
| №                          | Исполнитель                | Песня                      | Место                      | Баллы                      |
| -------------------------- | -------------------------- | -------------------------- | -------------------------- | -------------------------- |
| 1                          | Биргит Брюль               | «For din skyld»            | 1                          | —                          |
| 2                          | Биргит Брюль               | «Drømmefloden»             | —                          | —                          |
| 3                          | Биргит Брюль               | «Først nu»                 | —                          | —                          |
| 4                          | Бьорн Тидманн              | «Forårsvise»               | —                          | —                          |
| 5                          | Пол Бунгор                 | «Erindring»                | —                          | —                          |
| 6                          | Отто Бранденбург           | «At give dig Gaver»        | —                          | —                          |
| 7                          | Дайми Джентл               | «Hele verdens Jenka»       | —                          | —                          |
| 8                          | Бирте Вильке               | «Som du er»                | —                          | —                          |

## Евровидение

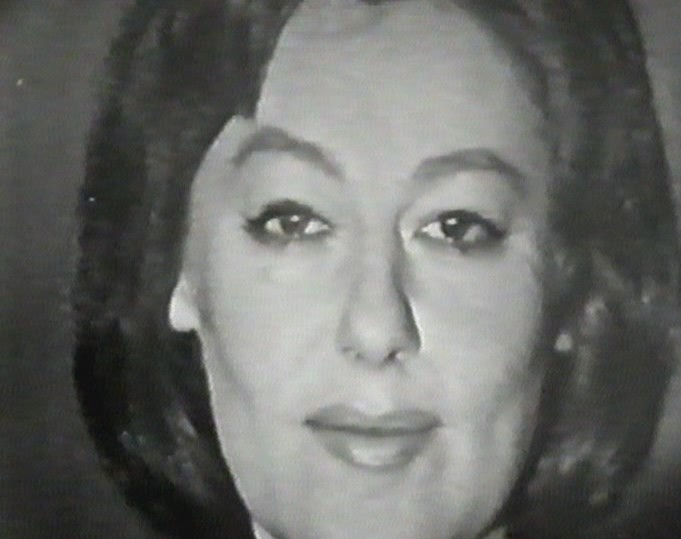
Брюль на «Евровидении-1965»

На конкурсе песни «Евровидение-1965», Брюль выступила 14-й (после представителя Италии и перед представительницей Люксембурга). Конкурс 1965 года стал первым конкурсом, в котором большинство участников исполнили свои композиции в стиле современной музыки. Из-за этого, композиция Брюль являлась незаметной и старомодной балладой.
Однако, к удивлению многих, композиция получила два максимальных балла от Люксембурга и Швеции (максимальные баллы — 5). Брюль заняла седьмое место с 10 баллами.

## Страны, отдавшие баллы Дании
Жюри каждой страны присуждало оценки 5, 3 и 1 трём наиболее понравившимся песням
| Отдали Дании…     |
| 5 баллов          |
| ----------------- |
| Люксембург Швеция |

## Страны, получившие баллы от Дании
| 5 баллов | Великобритания |
| 3 балла  | Швеция         |
| 1 балл   | Люксембург     |